# Medalha do jubileu de ouro da Rainha Isabel II

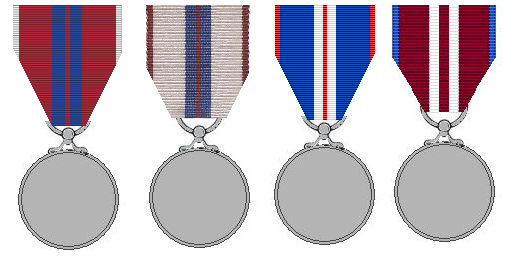
A Medalha do jubileu de ouro da Rainha Isabel II

A Medalha do jubileu de ouro da Rainha Isabel II é uma medalha comemorativa para celebrar o 50.º aniversário do reinado de Isabel II do Reino Unido como Rainha do Canadá. A medalha é parte do sistema canadense de homenagens, instituído em 1967 e administrado pela Chancelaria das Honras em Rideau Hall.

## Contexto
A medalha foi atribuída aos canadenses que fizeram uma contribuição significativa para os seus concidadãos, sua comunidade ou para o Canadá ao longo dos últimos cinquenta anos. Várias organizações foram convidadas a propor os nomes dos candidatos a medalha, o que incluía todos os níveis do governo canadiano, educacionais e organizações culturais, o Corpo Militar Canadense, a Polícia Real Canadense, veteranos, grupos, associações desportivas e entidades filantrópicas e de caridade. Cerca de 46.000 foram premiados com a medalha; em todo o Reino Unido, as condecorações foram concedidas a todos os membros que tenham servido um período mínimo de 5 anos em suas forças armadas, polícia ou bombeiros.